# Oncopodura cruciata
Oncopodura cruciata är en urinsektsart som beskrevs av F. Bonet 1943. Oncopodura cruciata ingår i släktet Oncopodura och familjen Oncopoduridae. Inga underarter finns listade i Catalogue of Life.